# Доуазечи ши Треј Аугуст (Констанца)
Доуазечи ши Треј Аугуст (рум. Douăzeci şi Trei August) насеље је у Румунији у округу Констанца у општини Доуазечи ши Треј Аугуст. Oпштина се налази на надморској висини од 21 m.

## Становништво
Према подацима из 2011. године у насељу је живело 5214 становника.